# Ataques de Palmer
Os Ataques de Palmer foram uma série de incursões realizadas em novembro de 1919 e janeiro de 1920 pelo Departamento de Justiça dos Estados Unidos sob a administração do presidente Woodrow Wilson para capturar e prender suspeitos socialistas, especialmente anarquistas e comunistas, e deportá-los dos Estados Unidos. As incursões visaram particularmente imigrantes italianos e imigrantes judeus do Leste Europeu com supostos laços de esquerda, com foco particular em anarquistas italianos e ativistas trabalhistas de esquerda imigrantes. As buscas e prisões ocorreram sob a liderança do procurador-geral A. Mitchell Palmer, com 6 000 pessoas presas em 36 cidades. Embora 556 cidadãos estrangeiros tenham sido deportados, incluindo vários líderes proeminentes de esquerda, os esforços de Palmer foram amplamente frustrados por funcionários do Departamento do Trabalho dos EUA, que tinha autoridade para deportações e se opôs aos métodos de Palmer.
Os Ataques de Palmer ocorreram no contexto maior do Primeiro Susto Vermelho, um período de medo e reação contra os comunistas nos EUA nos anos imediatamente após a Primeira Guerra Mundial e a Revolução Russa. Houve greves que atraíram a atenção nacional, e provocaram distúrbios raciais em mais de 30 cidades, bem como dois conjuntos de bombardeios em abril e junho de 1919, incluindo uma bomba enviada para a casa de Palmer.

## Consequências
Em poucas semanas, após mudanças no pessoal do Departamento do Trabalho, Palmer enfrentou um novo e muito independente secretário interino do Trabalho no secretário adjunto do Trabalho, Louis Freeland Post, que cancelou mais de 2 000 mandados por considerá-los ilegais. Dos 10 000 presos, 3 500 foram mantidos pelas autoridades em detenção; 556 estrangeiros residentes foram eventualmente deportados sob a Lei de Imigração de 1918.
Em uma reunião do gabinete em abril de 1920, Palmer chamou o secretário do Trabalho William B. Wilson para demitir Post, mas Wilson o defendeu. O presidente ouviu seus chefes de departamento e não fez comentários sobre Post, mas terminou a reunião dizendo a Palmer que "não deveria deixar este país ver vermelho". O secretário da Marinha, Josephus Daniels, que fez anotações da conversa, achou que o procurador-geral havia merecido a "admoestação" do presidente, porque Palmer "estava vendo vermelho por trás de cada arbusto e de cada demanda por aumento de salários".
Os partidários de Palmer no Congresso responderam com uma tentativa de impeachment de Louis Post ou, na falta disso, de censurá-lo. A campanha contra Post começou a perder energia quando a previsão do procurador-geral Palmer de uma tentativa de levante radical no Primeiro de Maio de 1920 não ocorreu. Então, em depoimento perante o Comitê de Regras da Câmara em 7 e 8 de maio, Post provou ser "um orador convincente com uma língua cáustica" e se defendeu com tanto sucesso que o congressista Edward W. Pou, um democrata presumivelmente um entusiasta de Palmer, o parabenizou: "Sinto que você seguiu seu senso de dever absolutamente".
Em 28 de maio de 1920, a nascente American Civil Liberties Union (ACLU), que foi fundada em resposta aos ataques, publicou seu Relatório Sobre as Práticas Ilegais do Departamento de Justiça dos Estados Unidos, que documentou cuidadosamente as atividades ilegais na prisão de suspeitos radicais, aprisionamento ilegal por agentes provocadore se detenção ilegal incomunicável. Advogados e professores de direito proeminentes como Felix Frankfurter, Roscoe Pound e Ernst Freund o assinaram. O professor de Harvard Zacarias Chafee criticou as invasões e tentativas de deportações e a falta de processo legal em seu volume de 1920 Freedom of Speech. Ele escreveu: "Que um quaker empregue a prisão e o exílio para combater o pensamento maligno é uma das ironias mais tristes de nosso tempo".  O Comitê de Regras deu a Palmer uma audiência em junho, onde ele atacou Post e outros críticos cuja "terna solicitude pela revolução social e simpatia pelos anarquistas criminosos ... colocou à solta entre o povo os próprios inimigos públicos dos quais era desejo e intenção do Congresso livrar-se." A imprensa viu a disputa como evidência da ineficácia e divisão do governo Wilson à medida que se aproximava de seus meses finais.
Em junho de 1920, uma decisão do juiz George W. Anderson, do Tribunal Distrital de Massachusetts, ordenou a dispensa de 17 estrangeiros presos e denunciou as ações do Departamento de Justiça. Ele escreveu que "uma multidão é uma multidão, seja composta por funcionários do governo agindo sob instruções do Departamento de Justiça, ou por criminosos e e as classes cruéis". Sua decisão efetivamente impediu qualquer renovação das invasões.
Palmer, que já foi visto como um provável candidato presidencial, perdeu sua tentativa de ganhar a indicação democrata para presidente no final do ano.  A campanha de bombardeios anarquistas continuou intermitentemente por mais doze anos.